# طيبوغرافيا ناسيونال
طيبوغرافيا ناسيونال (بالإسبانية: Tipografía Nacional)‏ هو نادي كرة قدم غواتيمالي تأسس في 1924، ويلعب في Segunda División de Ascenso ‏.

## وصلات خارجية
- الموقع الرسمي